# Onthophagus pseudohystrix
Onthophagus pseudohystrix är en skalbaggsart som beskrevs av Masumoto 1995. Onthophagus pseudohystrix ingår i släktet Onthophagus och familjen bladhorningar. Inga underarter finns listade i Catalogue of Life.